# Bust-reliquiari de Santa Coloma
El Bust-reliquiari de Santa Coloma és una obra artística d’estil neoclàssic, confeccionada per Josep Albarado, que forma part del tresor de l’església parroquial de Santa Coloma de Queralt.
L’activitat de Josep Albarado González es troba documentada entre 1769 i 1778, any de la seva mort. Atesa aquesta cronologia, i l’estil artístic de la peça, Antonio Martínez Subías data el bust-reliquiari en el darrer terç del segle xviii. En canvi, Sílvia Canalda suggereix que l’obra s'hauria pogut executar aproximadament a la dècada de 1740, quan Pere Costa projectava fer un nou retaule major per l’església de Santa Coloma.

## Descripció
Josep Maria Carreras considera que “la imatge és d’estil rococó, encara que la decoració és de tradició barroca”. Sense tenir en compte la corona, el bust mesura 47 centímetres d’alçada, 32,5 centímetres d’amplada i 49 centímetres de llargada.
En la descripció del peu, Martínez Subias apunta que “té bordó llis, escòcia de fulles acantàcies i front brunyit en talús”.
El bust, de grandària natural, està originàriament tallat en fusta, i posteriorment cobert amb una planxa d’argent fins a l’alçada del coll. Albarado se serveix de la tècnica neoclàssica per confeccionar el vestit de Santa Coloma, que incorpora dues roses i tres parelles de caps àngels en els extrems, així com l’escut de Santa Coloma de Queralt al pit de la patrona. Quant a la decoració del bust, Martínez Subías assenyala que “les arrecades i el fermall són d’argent i pedres falses [i] pertanyen a les manufactures catalanes del segle xix, excepte el penjoll d’or, robins i diamants, que és modern”.
El cap de Santa Coloma és policromat; al seu capdamunt hi ha un receptacle d’argent, protegit per un vidre, en el qual es guarden les relíquies de santa Coloma.
La testa està encimbellada per una corona que mesura 33 centímetres d’alçada, 20,5 centímetres d’amplada i 15 centímetres de llargada. En una de les dates hi ha inscrita la data 1831, probablement la data de construcció. De la part superior de la corona en sobresurten sis braços, que conflueixen en un petit cèrcol que subjecta una creu cimera de trams vegetals.

## Història de les relíquies
A principis de 1403, el rei Martí l’Humà té coneixement que les despulles de Santa Coloma es troben al monestir francès de Sens. El monarca envia Bernat de Torà perquè vagi a comprovar-ho.
En certificar-ho, la Universitat de Santa Coloma torna a demanar al rector que es desplaci al regne de França per suplicar una porció de les despulles de la santa Coloma al bisbe de Sens. El 8 de novembre de 1409, Pere des Bosch torna a la seva Vila natal amb les relíquies de la patrona, concretament la mandíbula inferior. Per celebrar-ne l’arribada, la Vila invita sant Vicent Ferrer a fer-hi un sermó.
Durant l’edat moderna, les relíquies de Santa Coloma eren invocades en rituals rogatoris per sol·licitar pluja. 
Durant el primer terç del segle xvii, les relíquies de Santa Coloma es guardaven en un armari rere l’altar major.El 1644 es troba documentat que “estave en lo altar” confeccionat per Josep Tramulles i el seu germà Llàtzer.
A la dècada de 1640, el cronista Magí Sivillà envia una carta a la Comunitat de Preveres de Santa Coloma certificant que, en les despulles de Santa Coloma a Sens, hi manca la mandíbula. 
Durant la Guerra Civil Espanyola, el bust-reliquiari va ser traslladat a Tarragona per protegir-lo. Va retornar a Santa Coloma el 19 d’agost de 1939, i l’endemà va celebrar-se una processó per a celebrar-ne el retorn.
El 8 de novembre de 2009 va celebrar-se el 600 aniversari de l’arribada de les relíquies amb una processó pels carrers de Santa Coloma i la celebració d’una missa, presidida per l’arquebisbe de Tarragona.Actualment, el bust-reliquiari és visitable cada 8 de novembre a l’església parroquial.